# Герб Рязані

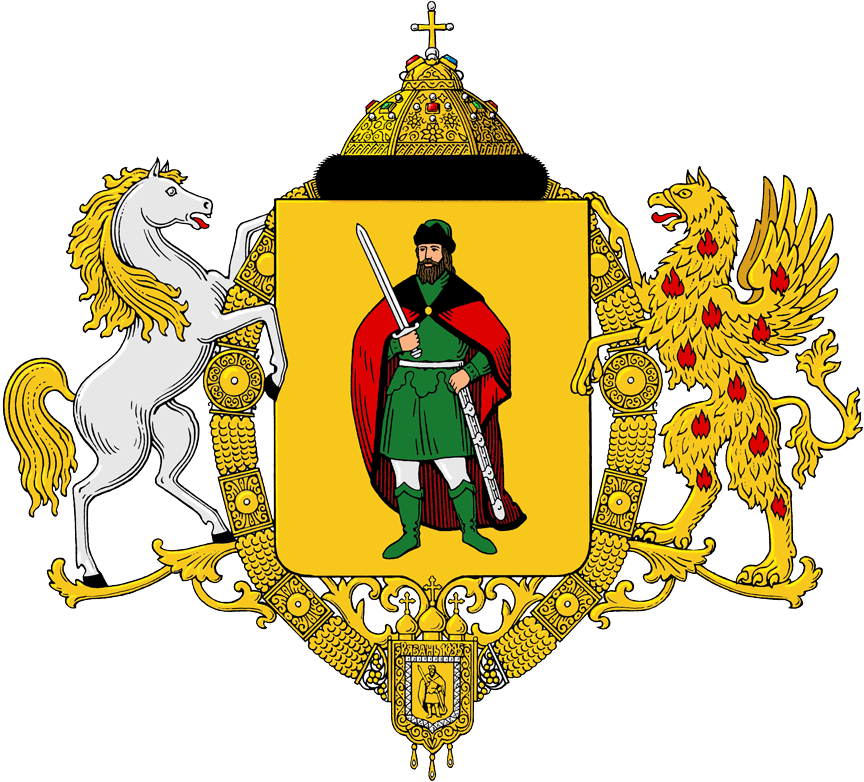
Герб міста

Герб Рязані — герб міста Рязань в Росії. Щит герба увінчаний Шапкою Мономаха, що символізує минулий статус столиці князівства; доповнений щитодержателямі — конем і грифоном-феніксом; золотим церемоніальним ланцюгом, установленим до 900-річчя міста; стрічка гасла з написом «Славна історія — гідне майбутнє».

## Герби

Символ з монети рязанського князя Івана (1427-1456)
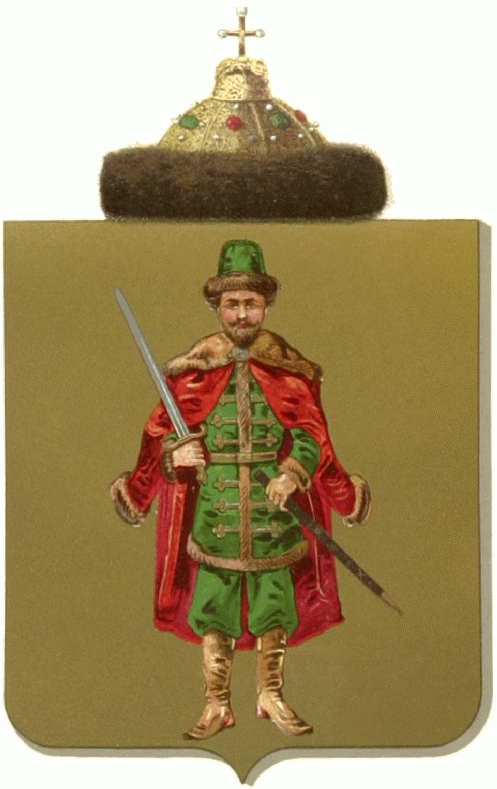
Реконструкція герба Рязанського князівства (19 століття)
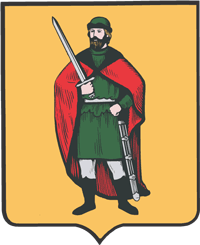
1779
Рязанська губернія